# بوهوسلاویتسه (ناحیه پروستییوف)
بوهوسلاویتسه (به چکی: Bohuslavice) یک منطقهٔ مسکونی در جمهوری چک است که در ناحیه پروستییوو واقع شده‌است. بوهوسلاویتسه ۴٫۸۵ کیلومتر مربع مساحت و ۴۷۱ نفر جمعیت دارد و ۴۰۹ متر بالاتر از سطح دریا واقع شده‌است.